# Prowincja Vĩnh Phúc
Vĩnh Phúc wymowaⓘ – prowincja Wietnamu, znajdująca się w północnej części kraju, w Regionie Delty Rzeki Czerwonej.

## Podział administracyjny
W skład prowincji Vĩnh Phúc wchodzi sześć dystryktów oraz dwa miasta.
- Miasta:

1. Phúc Yên
2. Vĩnh Yên

- Dystrykty:

1. Bình Xuyên
2. Lập Thạch
3. Tam Đảo
4. Tam Dương
5. Vĩnh Tường
6. Yên Lạc